# Farley Mowat (navire)
Le R.V Farley Mowat est un ancien navire brise-glace ayant appartenu à la Sea Shepherd Conservation Society. Il fut saisi par le gouvernement canadien en avril 2008 et détruit à partir d'avril  / mai 2013.

## Construction et avant Sea Shepherd
Construit en Norvège par les chantiers Mjellem & Karlsen à Bergen en 1956, le R.V Farley Mowat était à l’origine un navire utilisé afin de faire des recherches sur la pêche ainsi que de lutter contre les pêcheries illégales. Lancé le 3 avril 1957, le Farley Mowat (à l’époque nommé Johan Hjort) était un navire de type brise-glace, mesurant 53 mètres de long et ayant un poids de 660 tonnes. Le navire est équipé d'un moteur diesel de fabrication allemande actionnant une hélice à pas variable protégée dans une tuyère ; il en résulte une puissance de 14 000 chevaux. Sa coque rivetée en acier a été conçue de façon qu'il résiste aux assauts d'une mer violente.

## Au service de la Sea Sepherd Conservation Society
En 1996, la Sea Shepherd Conservation Society, une ONG de protection de la vie marine, fait l’acquisition du navire à Édimbourg en Écosse. Il est alors le Sea Shepherd, troisième du nom, et remplace le Whales Forever, les réparations à la suite d'une collision avec la marine norvégienne étant trop coûteuses.
Le navire commença sa carrière écologique dans les eaux du Costa Rica afin de lutter contre les pêcheries illégales sévissant dans la région, il confisqua bon nombre de filets dérivants et s'impliqua dans l'accident du Varadero (visible dans le documentaire Sharkwater).
En 2005, le navire s'interposa contre la chasse au phoque au Nord-Est du Canada. Une altercation physique eut lieu entre les chasseurs de phoques et les volontaires de Sea Shepherd. Le brise-glace des garde-côtes, l’Amundsen s'interposa entre le Farley et les chasseurs pour faire cesser la confrontation, et arrêta onze des bénévoles de l'organisation.
À partir de 2005 également, le navire s'impliqua fréquemment dans la controverse quant à la chasse ayant lieu dans le sanctuaire baleinier de l'océan Austral. En effet, à la suite d'une loi votée par la Commission baleinière internationale en 1986, il est interdit de chasser les cétacés dans ces eaux. Mais le Japon continua de s'y rendre en exploitant une faille dans la loi disant qu'il est possible de tuer des baleines sous prétexte de recherche scientifique. Le navire s'opposa à bon nombre de campagnes baleinières allant jusqu'à éperonner le navire ravitailleur de la flotte japonaise, l'Oriental Bluebird. L'une des campagnes à bord du navire est d’ailleurs visible dans le film Le Dernier Pirate (At the Edge of the World en V.O.)

## Opération anti-chasse de 2008 et saisie du navire
En 2008, la Sea Shepherd Conservation Society monte une nouvelle campagne contre la chasse au phoque. Le navire fut percuté par le brise-glace des garde-côtes et une équipe armée fut envoyée à bord du Farley afin d'arraisonner le navire. Celui-ci fut ensuite emmené au port de Sydney en Nouvelle-Écosse, et deux des membres d'équipage furent arrêtés, le capitaine Alex Cornelissen et son second, Peter Hammerstedt. Une caution de 5 000 dollars pour chacun due être payée, et elle fut réglée en pièces de 2 dollars.

## La fin duFarley
Après sa saisie, le gouvernement canadien envoya de nombreuses demandes de paiement pour le navire à la Sea Shepherd Conservation Society. Celle-ci refusa catégoriquement de payer et le navire resta à quai. En 2010, une organisation écologique racheta le navire 5 000 $, mais dut le laisser à quai à Lunenburg après avoir fait faillite. En mars 2013, le navire fut vendu à un acheteur inconnu pour être finalement détruit. Une vidéo du 4 mai 2013 montre le navire avec la partie supérieure de sa passerelle absente. Une autre image datant du 31 juillet 2013 montre le navire sans sa passerelle complète, sans ses treuils ni aucun bastingage. 

## Galerie photo

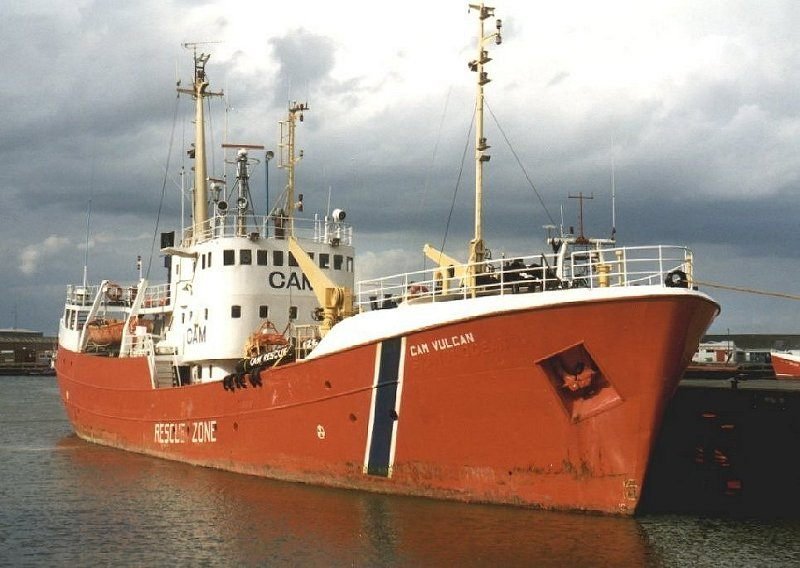
En tant que Cam Vulcan à quai en 1991
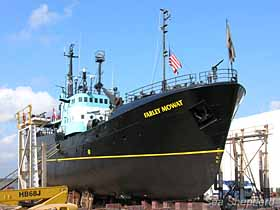
Le Farley en cale sèche en 2005
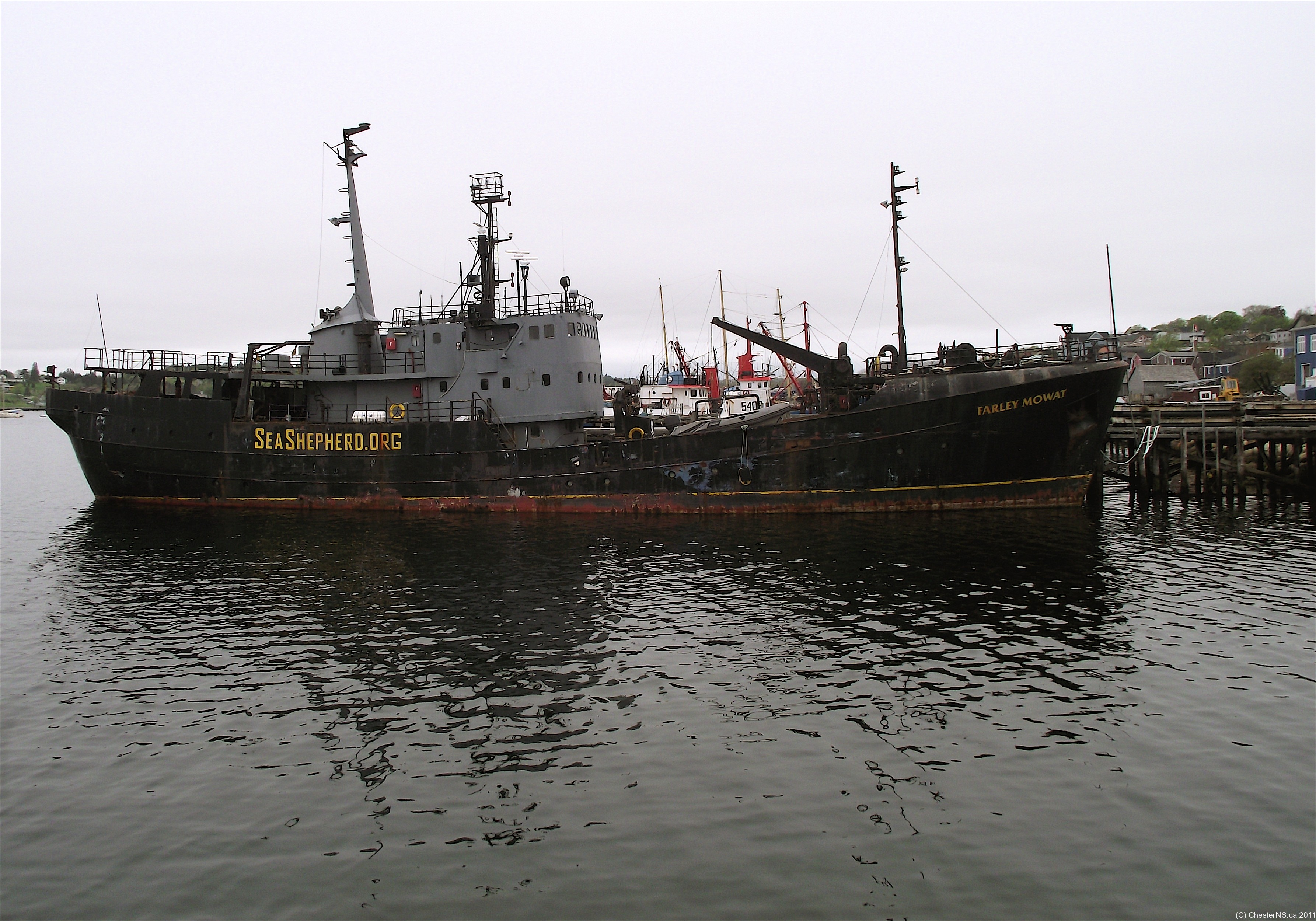
À quai à Lunenburg en 2011
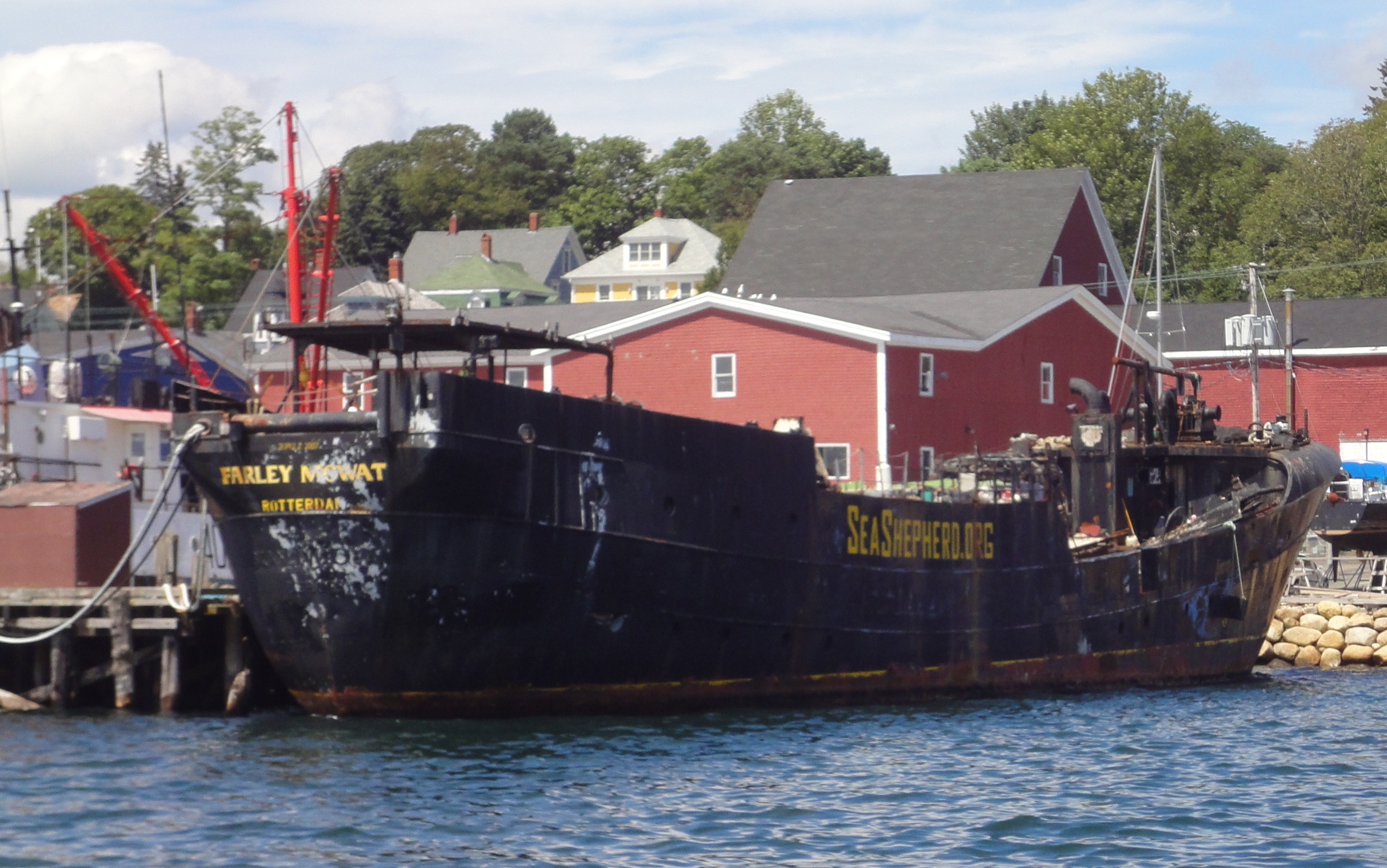
Les restes du navire le 31 juillet 2013